# Chiesa della Purificazione (Livorno)
La chiesa della Purificazione era un luogo di culto di Livorno.
La chiesa, oggi scomparsa, era situata in via della Banca, nell'area limitrofa all'attuale palazzo del Governo e appartenne all'arciconfraternita della Purificazione di Maria vergine e dei Catecumeni, che nel secondo dopoguerra ebbe in uso la chiesa della Santissima Annunziata.

## Storia
L'arciconfraternita ebbe origine nel 1700 da una compagnia avente lo scopo di insegnare la dottrina cristiana ai bambini sotto l'invocazione della Purificazione di Maria, ed ebbe in uso una cappella nel camposanto del quartiere Venezia Nuova, dove in seguito sorgerà il palazzo del Refugio.
Soppressa la compagnia, nel 1721 fu rifondata e denominata confraterniata della Purificazione di Maria vergine e dei Catecumeni, avendo assunto l'impegno di mantenere e istruire gli ebrei che volevano convertirsi al cattolicesimo.
Ottenuta nuovamente la cappella del cimitero, l'ampliarono e ne fecero la sede della Pia casa dei catecumeni.
Con la costruzione del palazzo del Refugio, la chiesa e i locali annessi furono ricostruiti sul retro dell'immobile, con accesso da via Santa Caterina; la nuova chiesa fu benedetta nel 1763, ma già nel 1779 la confraternita ottenne una chiesa preesistente in una strada pubblica detta delle Prigioni o delle Carceri (in seguito via della Banca), nel perimetro del Bagno dei forzati, andando a sostituirsi laddove c'era il Corpo della Regia Marina.
Ridotta a magazzino la vecchia chiesa del Refugio, nel 1790 la compagnia ingrandì il luogo di culto adiacente al Bagno dei forzati e vi aggiunse un atrio.
Nel 1856 fu restaurata e dotata di una torre campanaria in sostituzione del vecchio campanile a vela.
Aggravatesi le condizioni sanitarie del quartiere, all'inizio del Novecento l'area adiacente alla chiesa fu interessata da un'opera di risanamento, con la demolizione di molti edifici; il bagno penale, che al tempo ospitava l'ospedale cittadino, fu ristrutturato e, nell'occasione, si pose mano anche alla chiesa della Purificazione, che fu ampiamente rimaneggiata.
Negli anni trenta del XX secolo, demolito il vecchio ospedale, la chiesa rimase isolala a margine del cantiere per la costruzione del palazzo del Governo.
Gravemente danneggiata durante i bombardamenti della seconda guerra mondiale, i resti furono demoliti dopo la fine del conflitto.
Dello storico complesso e, più ingenerale, del Bagno dei forzati, rimane solo una porzione di un possente muro a scarpa all'angolo tra via Fiume e via Banca.

## Descrizione
La guida del canonico Giuseppe Piombanti, edita nel 1903, offre una descrizione della chiesa prima del rimaneggiamento effettuato negli anni seguenti.
Nell'atrio era presente un dipinto di San Filippo che battezza l'eunuco della regina Candace, oltre ad alcune iscrizioni, tra cui quella che ricordava la concessione alla compagnia del titolo di arciconfraternita da parte di papa Leone XIII (20 gennaio 1885).
L'interno, a pianta rettangolare, era dotato di tre altari: quello maggiore con la tela della Purificazione delle Madonna della scuola del Terreni; quelli minori, provenienti dalla chiesa di San Giovanni, con un crocifisso e un'immagine dell'Addolorata.
In una cappella laterale, costruita a partire dal 1826, si trovava un altare dedicato alla Madonna di Montenero.